# أنجيلا بارك
أنجيلا بارك (بالبرتغالية: Angela Park) هي لاعبة غولف برازيلية، ولدت في 25 أغسطس 1988 في فوز دو إيغواسو في البرازيل.